# Кетен (град)
Кетен је немачки град у савезној држави Саксонија-Анхалт. Налази се у округу Анхалт-Битерфелд, око 30 километара северно од Халеа.
Од 1194. године Кетен је био седиште кнежева Анхалта. Био је главни град независне кнежевине (од 1806. грофовије) Анхалт-Кетен у периоду 1603—1847 године.
У Кетену је од 1717. године до 1723. године живео и радио као капелмајстор Јохан Себастијан Бах. Ту је компоновао нека од својих најпознатијих дела, попут Бранденбуршких концерата.